# Risonanza stocastica

Andamento generale dell'ampiezza in funzione dell'intensità del rumore.

In teoria dei sistemi dinamici non lineari (in particolare in teoria del caos) e in teoria dei processi stocastici, la risonanza stocastica è un meccanismo matematico per il quale un sistema non lineare, immerso in un certo rumore di fondo stocastico, diventa sensibile a perturbazioni esterne, troppo deboli per poter influire su di esso in assenza di tale rumore. Affinché tale meccanismo possa aver luogo, la non linearità è cruciale. Proposta originariamente nel contesto della dinamica del clima, con il passare del tempo ha assunto grande importanza in numerosi campi, in particolare in teoria dell'informazione e in neuroscienze. È anche strettamente correlata con il concetto di dithering in analisi dei segnali, anche se quanto i due concetti siano simili e quanto siano differenti dipende dalla particolare definizione considerata.

## Storia
Il meccanismo della risonanza stocastica venne descritto per la prima volta all'inizio degli anni '80 dai fisici italiani Roberto Benzi, Alfonso Sutera e Angelo Vulpiani, i quali (con l'ulteriore partecipazione di Giorgio Parisi) immediatamente la applicarono alla climatologia, allo scopo di spiegare come piccole variazioni dei moti della Terra (i cosiddetti cicli di Milanković) possano causare ampie variazioni del clima terrestre (in particolare, il passaggio da periodi glaciali a periodi interglaciali, e viceversa). Stando al racconto di Parisi, il nome risonanza stocastica fu ideato da Benzi durante un convegno. Contemporaneamente, una spiegazione molto simile fu proposta anche dalla fisica belga Catherine Nicolis.
Una prima verifica sperimentale fu trovata già nel 1983 in un circuito elettronico bistabile, e nel 1988 in un sistema laser. Agli inizi degli anni '90 comparvero i primi lavori in cui veniva ipotizzato che la risonanza stocastica giocasse un ruolo importante nella dinamica neuronale, concetto ormai confermato. Fenomeni riconducibili alla risonanza stocastica sono stati osservati anche in altri tipi di sistemi fisici, come reazioni chimiche, sistemi quantistici e processi industriali.

## Modello semplificato

Forma generica del potenziale

Di seguito si riporta un toy model didattico, in grado di catturare gli aspetti essenziali del meccanismo della risonanza stocastica.

### Equazione di partenza
Si consideri una variabile fisica dipendente dal tempo {\displaystyle x(t)} (che nel caso degli articoli originari sul clima era la temperatura media della Terra), descritta da un'equazione differenziale stocastica alla Langevin:
{\displaystyle {\frac {dx}{dt}}=-{\frac {\partial U}{\partial x}}+f(t)+\epsilon \cos(\omega t),}
in cui {\displaystyle U(x)} è una funzione potenziale da cui dipende la dinamica del sistema, {\displaystyle f(t)} è una forzante stocastica corrispondente al rumore di fondo, e {\displaystyle \epsilon \cos(\omega t)} è la perturbazione periodica esterna, di piccola ampiezza ({\displaystyle \epsilon \ll 1}), che nei lavori sul clima corrispondeva ai cicli di Milanković. Si assume che {\displaystyle U(x)} abbia una forma a doppia buca (descrivibile con un polinomio di grado 4), ossia che possieda due minimi stabili {\displaystyle x_{-}} e {\displaystyle x_{+}}(periodo glaciale e interglaciale) separati da un massimo instabile {\displaystyle x_{0}}, corrispondente a una barriera di potenziale {\displaystyle \Delta U} (si assume per semplicità che i due minimi siano alla stessa quota {\displaystyle U(x_{\pm })}). Per {\displaystyle f(t)} si considera la forma più semplice possibile, cioè quella di un rumore gaussiano, avente media nulla e delta correlazione: {\displaystyle \langle f(t)\rangle =0} e {\displaystyle \langle f(t_{1})f(t_{2})\rangle =2D\delta (t_{2}-t_{1})}.
In assenza di perturbazioni periodiche ({\displaystyle \epsilon =0}), è ben noto dalla teoria dei processi di Markov che la variabile {\displaystyle x(t)} fluttuerà attorno ai punti di minimo, con una varianza proporzionale all'intensità del rumore gaussiano {\displaystyle D}. Ogni tanto le fluttuazioni saranno abbastanza intense da permettere il salto della barriera di potenziale, e quindi il passaggio da uno stato di minimo all'altro. Nel limite {\displaystyle D\ll \Delta U}, la frequenza media di salto sarà data dalla cosiddetta formula di Kramers:
{\displaystyle r_{\pm }={\frac {1}{2\pi }}{\sqrt {-U^{''}(x_{0})U^{''}(x_{\pm })}}e^{-{\frac {\Delta U}{D}}},}con {\displaystyle U^{''}(x)} la derivata seconda di {\displaystyle U(x)}.

### Risonanza stocastica
In presenza delle perturbazioni periodiche, il potenziale {\displaystyle U} è sostituito dal potenziale generalizzato {\displaystyle W(x,t)=U(x)-\epsilon \cos \omega t}. Questo significa che le due buche di potenziale varieranno la loro altezza, salendo e scendendo, e quindi la barriera che il sistema deve superare per saltare da un minimo all'altro, in certi momenti sarà più alta e in altri più bassa. Le oscillazioni sono però di piccola ampiezza, per cui non sono in grado di distruggere completamente la barriera, e quindi di permettere da sole al sistema di transire fra uno stato e l'altro: l'idea della risonanza stocastica è che, se la frequenza {\displaystyle \omega } delle perturbazioni è in qualche modo comparabile con la frequenza media di salto {\displaystyle r_{\pm }}, allora le fluttuazioni casuali del sistema tenderanno a sincronizzarsi con le oscillazioni esterne, rendendo quindi più probabile la transizione.
Usando come forma esplicita del potenziale {\displaystyle U(x)=-{\frac {1}{2}}x^{2}+{\frac {1}{4}}x^{4}} si dimostra che, almeno al primo ordine di approssimazione, il valore medio di {\displaystyle x(t)} diventa una funzione periodica nel tempo con la stessa frequenza della forzante esterna:
{\displaystyle \langle x(t)\rangle =A\cos(\omega t+\phi ),}in cui l'ampiezza {\displaystyle A} e la fase {\displaystyle \phi } sono date dalle seguenti relazioni:
{\displaystyle A={\frac {\epsilon \langle x^{2}\rangle _{0}}{D}}{\frac {2r_{\pm }}{\sqrt {r_{\pm }^{2}+\omega ^{2}/4}}},\qquad \qquad \phi =-\arctan \left({\frac {\omega }{2r_{\pm }}}\right);}con {\displaystyle \langle x^{2}\rangle _{0}} la varianza di {\displaystyle x} in assenza di perturbazioni esterne (dipendente dall'intensità {\displaystyle D} del rumore).
Gli aspetti fondamentali sono quindi:
- le oscillazioni del sistema tendono a sincronizzarsi, in media, con le perturbazioni esterne;
- l'effetto di amplificazione è trascurabile, a meno che la frequenza {\displaystyle \omega } della perturbazione esterna non sia comparabile con la frequenza di salto {\displaystyle r_{\pm }} (dipendente dall'intensità del rumore), ed è massima per {\displaystyle \omega =2r_{\pm }};
- fissati l'intensità {\displaystyle \epsilon } e la frequenza {\displaystyle \omega } della perturbazione esterna, l'ampiezza {\displaystyle A} è, per basse intensità del rumore, un funzione crescente in modo molto brusco di {\displaystyle D}, fino ad un picco massimo per un valore intermedio del rumore, diventando poi una funzione decrescente di {\displaystyle D} per valori elevati del rumore.

## Interpretazione climatologica
Nei lavori originali di Benzi, Parisi, Sutera e Vulpiani, il potenziale dipendente dalla temperatura media terrestre (ossia la variabile corrispondente alla {\displaystyle x}) era legato all'albedo della Terra, ossia alla frazione di radiazione solare incidente che viene riflessa nello spazio e non assorbita dal pianeta. Esso dipende da numerosi fattori strettamente legati al clima terrestre, di cui i principali sono l'estensione delle calotte glaciali e la copertura nuvolosa. In generale veniva assunto che l'albedo tendesse al massimo sia per temperature estremamente basse (in quanto il pianeta sarebbe completamente ricoperto dai ghiacci, altamente riflettenti) che alte (in quanto un'elevata temperatura è associata a un'elevata evaporazione, e quindi ad un'elevata copertura nuvolosa, anch'essa riflettente), mentre i due stati stabili di minimo albedo venivano associati ai periodi glaciali e interglaciali.